# TioLive
TioLive es una plataforma de externalización total del sistema de información (Total Information Outsourcing). Se basa en tecnologías y software de código abierto. TioLive ofrece a las empresas un conjunto de soluciones de aplicación disponibles en línea sobre Internet (software como servicio). Estas incluyen un sistema de planificación de recursos empresariales, un software de gestión de relaciones con clientes, la gestión de documentos electrónicos, direcciones de correo electrónico, un chat y VOIP para cada usuario.

## Historia
Lanzado inicialmente como el ERP5 Express en septiembre de 2007, TioLive es una plataforma que distribuye entornos pre-configurados de ERP5 . TioLive y ERP5, editado por Nexedi , comparten el mismo código fuente. Además, la plataforma TioLive tiene una arquitectura 100% Open Source y está basada en estándares abiertos.

### ERP5 Express
En el momento de su lanzamiento en 2007, ERP5 Express fue considerado como el primer ERP en modo de host y de alquiler. ERP5 Express costaba 15 € / mes por empresa y pretendía facilitar el acceso a las funciones de ERP5 para las pequeñas empresas y reducir al mínimo la duración para controlar el ERP. Luego, en abril de 2008, ERP5 Express se vuelve gratuito y tiene por objeto proponer una solución para la gestión sencilla, gratuita y universal para todas las pequeñas empresas, ofreciendo una configuración rápida de la solución. ERP5 Express Free trata de apoyar el desarrollo de pequeñas y medianas empresas para ayudarles a crecer mientras que posteriormente podrían migrar hacia una solución ERP5 por estructuras más grandes y pagarla.

### TioLive
En marzo de 2009, ERP5 Express toma el nombre de TioLive . Una filial de Nexedi está emergiendo: TIOLIVE LLC, cuya actividad es proporcionar a los PME-PMI, la solución gratuita de TioLive. 

## Características

### TioLive: software como servicio
TioLive es una plataforma de aplicaciones modulares disponibles en el modo de software como un servicio (SaaS). TioLive no propone comprar una licencia, sino una suscripción a sus servicios. El SaaS reduce el tiempo de despliegue de aplicaciones que será casi cero: las fases de la instalación y la tecnología de integración se guardan.

### TioLive: Outsourcing
TioLive funciona sobre la base de una externalización total del sistema de información. Toda la información y los datos de usuario se encuentran en su cuenta TioLive. Los datos de un usuario son accesibles desde todas partes, desde el momento en que se conecta a su cuenta.

### TioLive: en favor del TIO Libre
TioLive participa y apoya la iniciativa de TIO libre. TIO Libre es una libre asociación que aboga por la libertad de competencia, la libertad de acceso a sus propios datos y el software libre. A través de la TIO libre y del Contrato de Protección de Datos, TioLive se compromete a devolver todos los datos del usuario desde que lo quiera.

## Funcionalidades
TioLive incluye: 
- el ERP (con cuentas)
- el CRM (gestión de relaciones con los clientes)
- el GED (gestión electrónica de documentos)
- Email
- Mensajería instantánea
- El teléfono por VoIP